# Richard Harlan
Aquest autor és citat en taxonomia animal amb el nom «Harlan».
Richard Harlan (19 de setembre del 1796 - 30 de setembre del 1843) fou un naturalista, zoòleg, físic i paleontòleg estatunidenc.
Fou l'autor de Fauna Americana (1825) i American Herpetology. Nasqué a Filadèlfia i es graduà en medicina a la Universitat de Pennsilvània. El 1821 aconseguí el càrrec de professor d'anatomia comparada al Philadelphia Museum.